# Alexandre Jardin
Alexandre Jardin (Neuilly-sur-Seine, 14 aprile 1965) è uno scrittore e regista francese.

## Biografia
Figlio di Pascal Jardin (1934-1980), scrittore e sceneggiatore, detto lo Zubial, a sua volta figlio di Jean Jardin (1904-1976), politico, capo di gabinetto di Pierre Laval sotto il Governo di Vichy e di Stéphane Sauvage, Jardin ha due fratelli, uno dei quali è il regista Frédéric Jardin, e una sorellastra. Jardin è padre di cinque figli avuti da due matrimoni. Ha completato la sua istruzione secondaria presso la Scuola Alsaziana. Successivamente ha frequentato l'Istituto di studi politici di Parigi, dove si è laureato nel 1986 in economia e finanza.
Nel 1988, Jardin ha vinto il Prix Femina con il romanzo Lo Zebra.

## Opere selezionate
- (FR) Bille en tête, Gallimard, 1986, ISBN 9782070379194.
- (FR) Fanfan, Flammarion, 1990, ISBN 9782080664426.
- (FR) Le petit sauvage, Gallimard, 1992, ISBN 9782070726905.
- (FR) L'île des Gauchers, Gallimard, 1999  [1995], ISBN 9782070740307.
- (IT) Cibermamma, collana Fiabe d'oggi, Mondadori, 1997, ISBN 9788804431282.
- (IT) Lo Zebra, collana Sconfini, traduzione di Sara Saorin, Camelozampa, 2006, ISBN 9788890256103.
- (IT) Una famiglia particolare, collana Narrativa straniera, traduzione di Fabrizio Ascari, Bompiani, 2006, ISBN 9788845256639.
- (IT) Persone perbene, collana Narrativa straniera, traduzione di Fabrizio Ascari, Bompiani, 2013, ISBN 9788845272905.
- (FR) Double-Coeur, Grasset, 2018, ISBN 9782246816980.
- (FR) Le roman vrai d'Alexandre, Éditions de l'Observatoire, 2019, ISBN 9791032905593.
- (FR) Française, Albin Michel, 2020, ISBN 9782226452610.
- (FR) Con Alexandra Sauvêtre, La Plus-que-vraie, Albin Michel, 2021, ISBN 9782226465399.
- (FR) Mes secrets d'écrivain: Lettre à une future romancière, L'Écritoire, 2021, ISBN 9782383650003.
- (FR) Les Magiciens, Albin Michel, 2022, ISBN 9782226477736.
- (FR) Frères, Albin Michel, 2023, ISBN 9782226487353.

## Filmografia

### Regista
- Fanfan (1993)
- Oui (1996)
- Le Prof (2000)

### Sceneggiatore
- Un amore dannato (Bille en tête), regia di Carlo Cotti (1989)
- Gawin, regia di Arnaud Sélignac (1991)
- Le Zèbre, regia di Jean Poiret (1992)[5]